# Звичайний морський бекас
Звичайний морський бекас, або бекас-риба (Macroramphosus scolopax) — вид променеперих риб з родини кривохвосткових (Centriscidae).
Довжина тіла 10-15 см. Забарвлення тіла червонуватого кольору, зі сріблястими із золотим блиском боками і черевом і білими плавниками. Відрізняється витягнутою в довгу трубку головою, кістяними смужками по боках спини і на краях грудей та черева, відсутністю бічної лінії, двома спинними плавцями, з яких перший короткий, колючий, з не цілком розвиненими черевними плавцями на череві. Тіло стисле з боків з дрібними шорсткими лусками, зубів немає, один з променів першого спинного плавця сильно розвинений. 2-й промінь першого спинного плавця дуже великий і ззаду зазубрений.
Мешкає в тропічних і субтропічних водах Атлантичного, Індійського і Тихого океанів на глибині від 25 до 600 м. Живиться зоопланктоном.
Промислового значення не має.